# Pavel Beneš
Pavel Beneš (Brno, 17 marzo 1975) è un ex cestista e allenatore di pallacanestro ceco.
Alto 190 cm, giocava come guardia.

## Carriera
Con la Rep. Ceca ha disputato i Campionati europei del 2007.

## Palmarès

### Giocatore
- Campionato ceco: 4

ČEZ Nymburk: 2004-05, 2005-06, 2006-07, 2007-08
- Coppa della Repubblica Ceca: 6

Opava: 2001, 2003
ČEZ Nymburk: 2004, 2005, 2007, 2008